# Міжнародний кодекс етики архівістів
Міжнародний кодекс етики архівістів — документ, що містить етичні норми, які регламентують поведінку представників професії архівіста. Прийнятий на 13-й сесії Генеральної асамблеї Міжнародної ради архівів (Пекін, Китай, 6 вересня 1996). Зміни й доповнення до МКЕА розглядалися на 15-му Міжнародному конгресі архівів (Відень, серпень 2004; див. Міжнародні конгреси архівів). Містить вступні зауваги (6 статей) та основний текст (26 статей). Спрямований на оптимізацію роботи архівістів, запроваджує високі стандарти поведінки архівістів, нагадує їм про професійну відповідальність за збереженість документів, сприяє зміцненню суспільного рейтингу представників цієї професії та довіри до них. Поширює дію на всіх, хто причетний до контролю, нагляду, зберігання, забезпечення збереженості архів. документів, управління архівами. Таких осіб у кодексі визначено терміном «архівіст». Головні положення кодексу визначають, що пріоритетний обов'язок архівіста полягає в збереженні цілісності документів, які знаходяться під його опікою. Ознаками професіоналізму архівіста вважаються об'єктивність і неупередженість, дотримання загальноприйнятих архівних норм і принципів, забезпечення безпеки архівної інформації, організація належного доступу до архівних документів, видання спеціальних довідників, систематичне підвищення професійного рівня, невикористання службового становища у власних інтересах, розвиток міжнародної співпраці.